# Lutila
Lutila (bis 1927 slowakisch auch „Lutilá“; deutsch Windischlitta, ungarisch Lutilla) ist eine Gemeinde in der Mitte der Slowakei mit 1382 Einwohnern (Stand 31. Dezember 2024), die zum Okres Žiar nad Hronom, einem Teil des Banskobystrický kraj gehört.

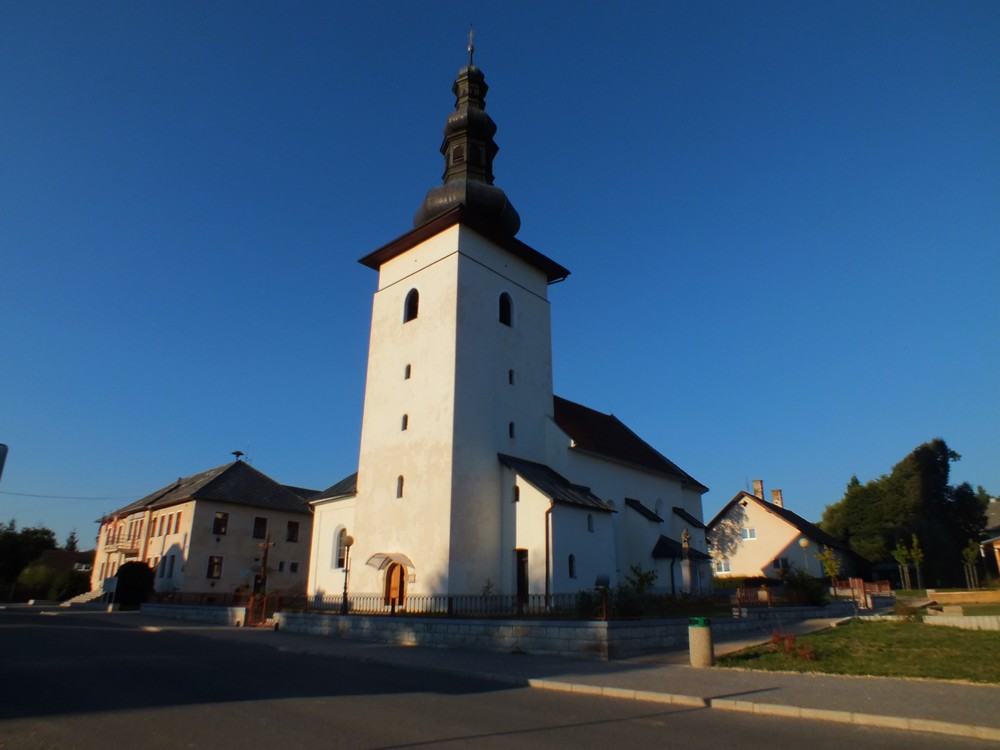

## Geographie
Die Gemeinde befindet sich im mittleren Grantal, genauer gesagt im Talkessel Žiarská kotlina. Ein beträchtlicher Teil des knapp 26 km² großen Gemeindegebietes liegt in den Kremnitzer Bergen. Durch den Ort fließt der Bach Lutilský potok, der hier die Bäche Slaský potok und Kopernický potok aufnimmt. Das Ortszentrum liegt auf einer Höhe von 294 m n.m. und ist vier Kilometer von Žiar nad Hronom entfernt.

## Geschichte
Nach Angaben der Gemeindechronik bestand gegen 1300 ein Ort namens Lutina, der zum Herrschaftsgebiet vom damaligen Heiligenkreuz gehörte. Nach anderen Quellen wurde der Ort zum ersten Mal erst 1487 als Lutilla schriftlich erwähnt. 1491 wurde eine hölzerne Kirche geweiht, 1558 werden eine Schule, eine Pfarrei, zwei Kapellen, eine Mälzerei sowie eine Mühle erwähnt. Im Jahre 1682 wurde das Dorf von den Osmanen verwüstet, danach jedoch schnell wiederaufgebaut. 1828 sind 109 Häuser und 744 Einwohner verzeichnet.
Bis 1918 gehörte der im Komitat Barsch liegende Ort zum Königreich Ungarn und kam danach zur Tschechoslowakei bzw. heute Slowakei.
Von 1980 bis 1991 war Lutila ein Ortsteil der Stadt Žiar nad Hronom.

## Bevölkerung
| Jahr                | 1994 | 2004     | 2014    | 2024    |
| ------------------- | ---- | -------- | ------- | ------- |
| Anzahl der Personen | 1135 | 1332     | 1324    | 1382    |
| Unterschied         |      | +17,35 % | −0,60 % | +4,38 % |

| Jahr                | 2023 | 2024    |
| ------------------- | ---- | ------- |
| Anzahl der Personen | 1377 | 1382    |
| Unterschied         |      | +0,36 % |

Ergebnisse nach der Volkszählung 2001 (1276 Einwohner):
| Nach Ethnie: - 98,82 % Slowaken - 0,63 % Tschechen - 0,08 % Polen - 0,08 % Deutsche | Nach Konfession: - 82,21 % römisch-katholisch - 11,21 % konfessionslos - 3,76 % keine Angabe - 2,27 % evangelisch - 0,24 % griechisch-katholisch |

## Bauwerke
- römisch-katholische Ladislauskirche, ursprünglich gotisch gestaltet, aus dem Jahr 1491
- barocke Johannes-von-Nepomuk-Statue vor der Kirche aus dem Ende des 18. Jahrhunderts
- barocke Dreifaltigkeitskapelle oberhalb des Ortes